# Reina consorte de Baviera
El título de Reina Consorte de Baviera fue utilizado por las esposas de los monarcas del Reino de Baviera, que existió en el periodo comprendido entre 1806 y 1819. Fue usado por cuatro damas:
- Su Majestad, la Reina Carolina de Baviera (Karlsruhe, 13 de julio de 1776 - Munich, 13 de noviembre de 1841), hija de Carlos Luis de Baden, príncipe heredero de Baden, y de Amelia de Hesse-Darmstadt. Contrajo matrimonio con Maximiliano I de Baviera en 1797, elector de Baviera. En 1805 Baviera es elevada al rango de reino, pasando desde entonces a ser Maximiliano el rey y Carolina su reina consorte. Los reyes serán padres de las reinas Isabel Luisa de Prusia, Amalia y María Ana de Sajonia; de la Archiduquesa de Austria Sofía de Baviera y de la Duquesa Ludovica de Baviera. Esto hace que podamos encontrar a descendientes de Carolina en muchas de las casas reales europeas, tales como la Casa de Habsburgo-Lorena (Imperio austrohúngaro), Wettin (Sajonia), Wittelsbach (Baviera) y Hohenzollern (Prusia), entre otras.
- Su Majestad, la Reina Teresa de Baviera (Straufhain, 8 de julio de 1792 - Múnich, 26 de octubre de 1854), hija de Federico de Sajonia-Altenburgo, duque Sajonia-Altenburgo, y de la duquesa Carlota Georgina de Mecklemburgo-Strelitz. Reina Consorte de Luis I de Baviera, madre de Maximiliano II y del futuro príncipe regente, Leopoldo de Baviera.
- Su Majestad, la Reina María de Baviera (Palacio Real de Berlín, Prusia, 15 de octubre de 1825 - Castillo de Hohenschwangau, Baviera, 17 de mayo de 1889), cuarta y última hija del príncipe Guillermo de Prusia, hijo de Federico Guillermo II de Prusia, y de su esposa, la landgravina María Ana de Hesse-Homburg. Esposa y Reina Consorte del rey Maximiliano II de Baviera, y madre de los reyes Luis II y Otón I. María era muy popular debido a sus conocidos actos de caridad y su activa participación en la Cruz Roja de Baviera.
- Su Majestad, la Reina María Teresa de Baviera (Brno, 2 de julio de 1849 - Wildenwart, 3 de febrero de 1919), Pretendiente jacobita al trono de Inglaterra, hija del archiduque Fernando Carlos de Austria-Este (hijo del duque Francisco IV de Módena, y hermano también del duque Francisco V de Módena) (1841- 1849) y de su esposa, la archiduquesa Isabel Francisca de Austria (1831-1903). Esposa y Reina consorte de Luis III de Baviera, madre del príncipe heredero Ruperto de Baviera, de quien descienden los actuales pretendientes monárquicos al trono de Baviera.

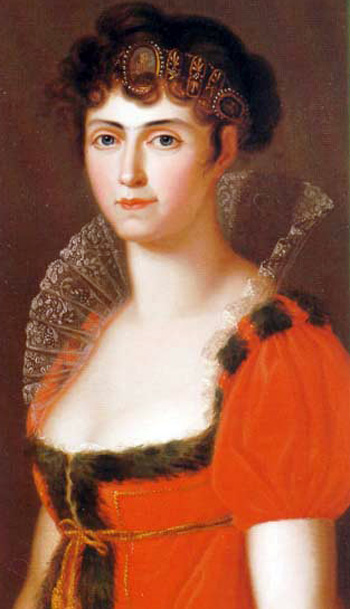
La Reina Carolina de Baviera, nacida Princesa de Baden.
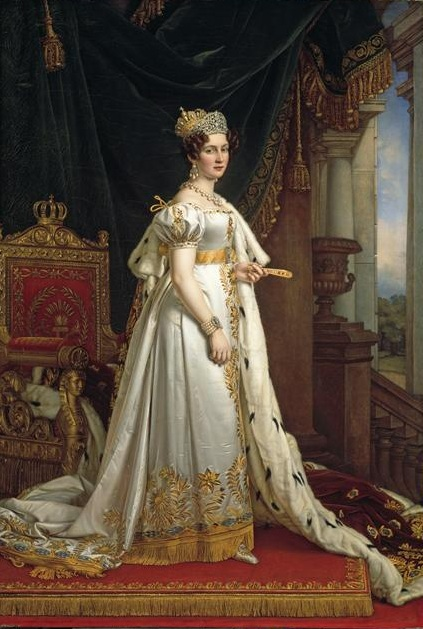
La Reina Teresa de Baviera, nacida Princesa de Sajonia-Altenburgo.
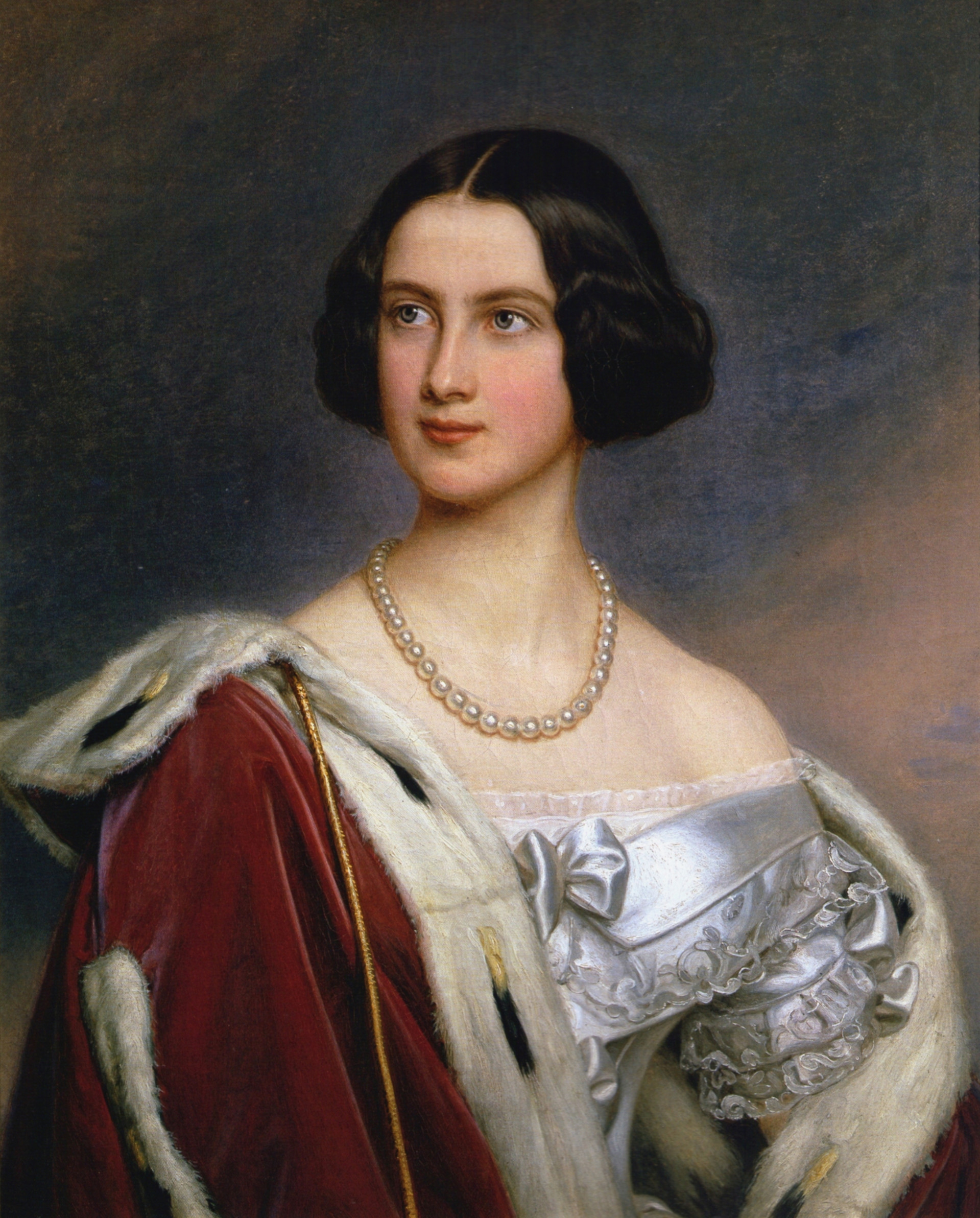
La Reina María de Baviera, nacida Princesa de Prusia.
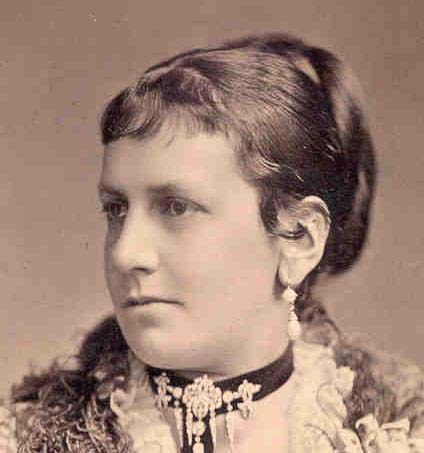
La Reina María Teresa de Baviera, nacida Archiduquesa de Habsburgo-Este.